# Соколовський Олександр Віталійович
Соколовський Олександр Віталійович (рос. Соколовский Александр Витальевич; нар. 12 лютого 1989, Ленінград, Росія) - російський блогер, актор театру і кіно, відомим став у серіалі Молодіжка, також він є переможець шостого сезону телевізійного шоу Льодовиковий період, а з 12 лютого 2023 року почав знімати відеоблог на YouTube.

## Біографія
Соколовський Олександр Віталійович народився 12 лютого 1989 року в Ленінграді, Росія. У 13 років твердо вирішив, що хоче стати актором .
Коли ж настав час визначатися з ВНЗ, він вирішив спробувати свої сили в Москві, де пролітає скрізь, крім ГІТІСу. Там він навчався у майстерні Євгена Стеблова.
Наприкінці четвертого курсу Олександр знайомиться із випускниками режисерського факультету, які організували свій власний театр. Так Олександр отримав свій перший театральний досвід, і оскільки театр не мав власного приміщення, вчиться грати на будь-якій сцені. Однак після початку фінансової кризи театру довелося закрити.
У 2009 році закінчив ГІТІС.
Найбільшу популярність йому принесла роль хокеїста Єгора Щукіна у телесеріалі Молодіжка.
З 2014 по 2019 роки – артист Московського Губернського Театру (художній керівник – Сергій Безруков).
1 жовтня по 24 грудня 2016 року брав участь у шоу Льодовиковий період 2016 на Першому каналі, де став переможцем у парі з Аделіною Сотниковою.
У листопаді 2020 року одружився з моделлю Світлани.
За свою акторську діяльність Олександр Соколовський знявся у 67 фільмах. У соціальних мережах він ділиться з шанувальниками переважно творчими моментами.

## Фільмографія
- 2005 - Каменська
- 2008 - Усі помруть, а я залишусь
- 2008 - Зрозуміти. Вибачити
- 2009 - Хочу з тобою
- 2009 - Росія 88
- 2011 - Розкол
- 2012 - Команда Че
- 2012 - Танці на межі
- 2012 - Метод Лаврової 2
- 2013 - Молодіжка
- 2013 - Вангелія
- 2013 - До смерті гарна
- 2013 - Син батька народів
- 2014 - Скліфосовський
- 2016 - Невиконана обіцянка
- 2016 - Однокласниці
- 2016 - Суперпогані
- 2016 - Час дочок
- 2016 - Життя без Віри
- 2017 - Ви всі мене дратуєте!
- 2017 - Вітер змін
- 2017 - Заповіт принцеси
- 2017 - Історія одного кіномана
- 2017 - Чергова комедія про невдаху
- 2018 - Всупереч долі
- 2018 - Мої дорогі
- 2018 - Колишні
- 2018 - Прокляття сплячих
- 2018 - Рубіж
- 2018 - Один в полі воїн
- 2018 - Сувенір з Одеси
- 2018 - Султан мого серця
- 2019 - Дорога додому
- 2019 - Я теж його люблю
- 2019 - Чотирилисник бажань
- 2019 - Ваш час та скло. Жіноча версія
- 2019 - Гранд
- 2019 - Дзеркало Шекспіра
- 2019 - Магомаєв
- 2020 - Смерть у об'єктиві. Аура вбивства
- 2021 - Не в собі
- 2021 - Передостання інстанція
- 2021 - Віщий Олег (у виробництві)
- 2021 - Трейдер (у виробництві)
- 2021 - Фальшивий прапор (у виробництві)
- 2022 - Ботан та супербаба